# Just Wanna Rock
Just Wanna Rock è un singolo discografico del rapper statunitense Lil Uzi Vert, pubblicato nel 2022 ed estratto dal suo terzo album in studio Pink Tape (2023).

## Tracce
- Download digitale

1. Just Wanna Rock – 2:03

## Video
Il videoclip della canzone è stato diretto da Gibson Harazard e girato a New York.

## Classifiche

### Classifiche settimanali
| Classifica (2022-2023) | Posizione massima |
| ---------------------- | ----------------- |
| Australia              | 39                |
| Canada                 | 20                |
| Germania               | 91                |
| Irlanda                | 23                |
| Lettonia               | 11                |
| Lituania               | 17                |
| Nuova Zelanda          | 36                |
| Paesi Bassi            | 3                 |
| Portogallo             | 85                |
| Regno Unito            | 30                |
| Stati Uniti            | 10                |
| Svizzera               | 70                |

### Classifiche di fine anno
| Classifica (2023) | Posizione |
| ----------------- | --------- |
| Canada            | 44        |
| Stati Uniti       | 28        |